# David di Donatello 2017
La cerimonia di premiazione della 62ª edizione dei David di Donatello (pubblicizzata impropriamente come 61ª) si è svolta il 27 marzo 2017 presso gli Studi De Paolis di Roma, condotta da Alessandro Cattelan e trasmessa in diretta sui canali Sky Cinema, Sky Uno e TV8.
Le candidature sono state annunciate il 21 febbraio 2017. I film che hanno ottenuto il maggior numero di candidature sono Indivisibili e La pazza gioia, con 17 candidature, Veloce come il vento con 16 candidature.

## Vincitori e candidati
I vincitori saranno indicati in grassetto, a seguire gli altri candidati.
Miglior film
- La pazza gioia, regia di Paolo Virzì
- Fai bei sogni, regia di Marco Bellocchio
- Fiore, regia di Claudio Giovannesi
- Indivisibili, regia di Edoardo De Angelis
- Veloce come il vento, regia di Matteo Rovere

Miglior regista
- Paolo Virzì - La pazza gioia
- Marco Bellocchio - Fai bei sogni
- Claudio Giovannesi - Fiore
- Edoardo De Angelis - Indivisibili
- Matteo Rovere - Veloce come il vento

Miglior regista esordiente
- Marco Danieli - La ragazza del mondo
- Fabio Guaglione e Fabio Resinaro - Mine
- Michele Vannucci - Il più grande sogno
- Marco Segato - La pelle dell'orso
- Lorenzo Corvino - WAX: We Are the X

Migliore sceneggiatura originale
- Nicola Guaglianone, Barbara Petronio, Edoardo De Angelis - Indivisibili
- Claudio Giovannesi, Filippo Gravino, Antonella Lattanzi - Fiore
- Michele Astori, Pierfrancesco Diliberto, Marco Martani - In guerra per amore
- Francesca Archibugi, Paolo Virzì - La pazza gioia
- Roberto Andò, Angelo Pasquini - Le confessioni
- Filippo Gravino, Francesca Manieri, Matteo Rovere - Veloce come il vento

Migliore sceneggiatura adattata
- Gianfranco Cabiddu, Ugo Chiti, Salvatore De Mola - La stoffa dei sogni
- Fiorella Infascelli, Antonio Leotti - Era d'estate
- Edoardo Albinati, Marco Bellocchio, Valia Santella - Fai bei sogni
- Francesco Patierno - Naples '44
- Francesca Marciano, Valia Santella, Stefano Mordini - Pericle il nero
- Massimo Gaudioso - Un paese quasi perfetto

Miglior produttore
- Attilio De Razza, Pierpaolo Verga - Indivisibili
- Cristiano Bortone, Bart Van Langendonck, Peter Bouckaert, Gong Ming Cai, Natacha Devillers - Caffè
- Pupkin Production, IBC Movie con Rai Cinema - Fiore
- Marco Belardi - La pazza gioia
- Angelo Barbagallo - Le confessioni
- Domenico Procacci - Veloce come il vento

Migliore attrice protagonista
- Valeria Bruni Tedeschi - La pazza gioia
- Matilda De Angelis - Veloce come il vento
- Angela Fontana e Marianna Fontana - Indivisibili
- Micaela Ramazzotti - La pazza gioia
- Daphne Scoccia - Fiore

Miglior attore protagonista
- Stefano Accorsi - Veloce come il vento
- Valerio Mastandrea - Fai bei sogni
- Michele Riondino - La ragazza del mondo
- Sergio Rubini - La stoffa dei sogni
- Toni Servillo - Le confessioni

Migliore attrice non protagonista
- Antonia Truppo - Indivisibili
- Valentina Carnelutti - La pazza gioia
- Michela Cescon - Piuma
- Valeria Golino - La vita possibile
- Roberta Mattei - Veloce come il vento

Miglior attore non protagonista
- Valerio Mastandrea - Fiore
- Ennio Fantastichini - La stoffa dei sogni
- Pierfrancesco Favino - Le confessioni
- Roberto De Francesco - Le ultime cose
- Massimiliano Rossi - Indivisibili

Migliore autore della fotografia
- Michele D'Attanasio - Veloce come il vento
- Daniele Ciprì - Fai bei sogni
- Ferran Paredes Rubio - Indivisibili
- Vladan Radovic - La pazza gioia
- Maurizio Calvesi - Le confessioni

Miglior musicista
- Enzo Avitabile - Indivisibili
- Carlo Crivelli - Fai bei sogni
- Carlo Virzì - La pazza gioia
- Franco Piersanti - La stoffa dei sogni
- Andrea Farri - Veloce come il vento

Migliore canzone originale
- Abbi pietà di noi (musica e testi di Enzo Avitabile, interpretata da Enzo Avitabile, Angela e Marianna Fontana) - Indivisibili
- I Can See the Stars (musica e testi di Fabrizio Campanelli, interpretata da Leonardo Cecchi, Eleonora Gaggero, Beatrice Vendramin) - Come diventare grandi nonostante i genitori
- L'estate addosso (musica di Lorenzo Cherubini, Christian Rigano e Riccardo Onori, testi di Lorenzo Cherubini e Vasco Brondi, interpretata da Jovanotti) - L'estate addosso
- Po Popporoppò (musica e testi di Carlo Virzì, interpretata dai pazienti di Villa Biondi) - La pazza gioia
- Seventeen (musica di Andrea Farri, testi di Lara Martelli, interpretata da Matilda De Angelis) - Veloce come il vento

Miglior scenografo
- Tonino Zera - La pazza gioia
- Marcello Di Carlo - In guerra per amore
- Carmine Guarino - Indivisibili
- Marco Dentici - Fai bei sogni
- Livia Borgognoni - La stoffa dei sogni

Miglior costumista
- Massimo Cantini Parrini - Indivisibili
- Cristiana Riccieri - In guerra per amore
- Catia Dottori - La pazza gioia
- Beatrice Giannini, Elisabetta Antico - La stoffa dei sogni
- Cristina Laparola - Veloce come il vento

Miglior truccatore
- Luca Mazzoccoli - Veloce come il vento
- Gino Tamagnini - Fai bei sogni
- Maurizio Fazzini - In guerra per amore
- Valentina Iannuccili - Indivisibili
- Esme Sciaroni - La pazza gioia
- Silvia Beltrani - La stoffa dei sogni

Miglior acconciatore
- Daniela Tartari - La pazza gioia
- Mauro Tamagnini - Fai bei sogni
- Massimiliano Gelo - In guerra per amore
- Vincenzo Cormaci - Indivisibili
- Alessio Pompei - Veloce come il vento

Miglior montatore
- Gianni Vezzosi - Veloce come il vento
- Consuelo Catucci - 7 minuti
- Chiara Griziotti - Indivisibili
- Cecilia Zanuso - La pazza gioia
- Alessio Doglione - La stoffa dei sogni

Miglior suono
- Angelo Bonanni, Diego De Santis, Mirko Perri, Michele Mazzucco - Veloce come il vento
- Gaetano Carito, Pierpaolo Lorenzo, Lilio Rosato, Roberto Cappanelli , Gianluca Basili- Fai bei sogni
- Valentino Giannì, Fabio Conca, Omar Abouzaid, Sandro Rossi, Lilio Rosato, Francesco Cucinelli - Indivisibili
- Alessandro Bianchi, Luca Novelli, Daniela Bassani, Fabrizio Quadroli, Gianni Pallotto - La pazza gioia
- Filippo Porcari, Federica Ripani, Claudio Spinelli, Marco Marinelli, Massimo Marinelli - La stoffa dei sogni

Migliori effetti digitali
- Artea Film & Rain Rebel Alliance International Network - Veloce come il vento
- Chromatica - In guerra per amore
- Makinarium - Indivisibili
- Mercurio Domina, Far Forward, Fast Forward - Mine
- Canecane, Illusion - Ustica

Miglior documentario di lungometraggio
- Crazy for Football, regia di Volfango De Biasi
- 60 - Ieri, oggi, domani, regia di Giorgio Treves
- Acqua e zucchero: Carlo Di Palma, i colori della vita, regia di Fariborz Kamkari
- Liberami, regia di Federica Di Giacomo
- Magic Island, regia di Marco Amenta

Miglior cortometraggio
- A casa mia, regia di Mario Piredda[3]
- Ego, regia di Lorenza Indovina
- Mostri, regia di Adriano Giotti
- Simposio suino in re minore, regia di Francesco Filippini
- Viola, Franca, regia di Marta Savina

Miglior film dell'Unione Europea
- Io, Daniel Blake (I, Daniel Blake), regia di Ken Loach
- Florence (Florence Foster Jenkins), regia di Stephen Frears
- Julieta, regia di Pedro Almodóvar
- Sing Street, regia di John Carney
- Truman - Un vero amico è per sempre (Truman), regia di Cesc Gay

Miglior film straniero
- Animali notturni (Nocturnal Animals), regia di Tom Ford
- Captain Fantastic, regia di Matt Ross
- Lion - La strada verso casa (Lion), regia di Garth Davis
- Paterson, regia di Jim Jarmusch
- Sully, regia di Clint Eastwood

Premio David giovani
- In guerra per amore, regia di Pierfrancesco Diliberto
- 7 minuti, regia di Michele Placido
- L'estate addosso, regia di Gabriele Muccino
- La pazza gioia, regia di Paolo Virzì
- Piuma, regia di Roan Johnson

David speciale
- Roberto Benigni, alla carriera

3 Future Award
- Il più grande sogno, regia di Michele Vannucci
- Fiore, regia di Claudio Giovannesi
- Indivisibili, regia di Edoardo De Angelis
- Mine, regia di Fabio Guaglione e Fabio Resinaro
- Veloce come il vento, regia di Matteo Rovere